# اکتیویژن
اکتیویژن (به انگلیسی: Activision) شرکت آمریکایی ناشر بازی‌های ویدئویی است که زیر مجموعه شرکت آمریکایی اکتیویژن بلیزارد کار می‌کند و در ۱ اکتبر ۱۹۷۹ تأسیس گردید. شرکت اکتیویژن، نخستین شرکت مستقل، در زمینه پخش و تولید کنسول‌های بازی و بازی‌های ویدئویی است و نخستین محصول آن، بازی ویدئویی بود، که در سال ۱۹۸۰ در ایالات متحده برای کنسول‌های بازی آتاری ۲۶۰۰ عرضه گردید.
این شرکت از بزرگ‌ترین شرکت‌های تولید و نشر بازی‌های رایانه‌ای جهان است و برپایه گزارش گروه ان‌پی‌دی، این شرکت بزرگ‌ترین ناشر بازی سال ۲۰۰۷ ایالات متحده آمریکا بود. این شرکت در سال ۲۰۰۱ کلیه حقوق ساخت فیلم مرد عنکبوتی را به شرکت کلمبیا پیکچرز واگذار کرد.
شرکت اکتیویژن در سال ۲۰۰۸ با ویوندی گیمز ادغام شد، تا شرکت اکتیویژن بلیزارد را تشکیل دهند. اکنون اکتیویژن، به‌عنوان شرکت تابعه اکتیویژن بلیزارد، فعالیت می‌نماید و محیط شغلی برای ۲۳۲ هزار نفر ایجاد کرده و تنها ۹۲۰۰ کارمند دارد.
شرکت مایکروسافت در تاریخ ۱۸ ژانویه اعلام کرد که شرکت اکتیویژن بلیزارد را به قیمت ۶۸.۷ میلیارد دلار خریداری کرده است. این شرکت در تاریخ ۱۳ اکتوبر ۲۰۲۳ این خرید را نهایی کرد همچنین این شرکت اعلام کرد که حداقل تا ده سال آینده کالاف دیوتی را روی پلی استیشن ادامه خواهد داد و آن را به انحصار ایکس باکس در نخواهد آورد اگرچه که طرفداران ایکس باکس می توانند انتظار انتشار کالاف دیوتی روی سرویس گیم پس را داشته باشند.

## برخی از بازی‌های معروف
| - یورش رودخانه‌ای (۱۹۸۲–۱۹۸۸) - هکر (۱۹۸۵–۱۹۸۶) - آخرین نینجا (۱۹۸۷–۱۹۸۸) - زورک (۱۹۹۳–۱۹۹۷) - لرزش (۱۹۹۷–۲۰۰۷) - ویجیلانتی ۸ (۱۹۹۸–۲۰۰۸) | - مجموعه بازی های مرد عنکبوتی (۲۰۰۰–۲۰۱۴) - جنگ تمام‌عیار (۲۰۰۲–۲۰۰۴) - ندای وظیفه (۲۰۰۳–اکنون) - جرم واقعی (۲۰۰۳–۲۰۰۵) - ولفنشتاین (۲۰۰۳–۲۰۰۹) - دوم ۳ (۲۰۰۴) - اسلحه (۲۰۰۵) - گیتار هیرو (۲۰۰۶–۲۰۱۵) - کراش باندیکوت (۲۰۰۸–اکنون) - پروتوتایپ (۲۰۰۹–۲۰۱۵) - بلور (۲۰۱۰) - بازی‌های ویدئویی باب‌اسفنجی شلوارمکعبی (۲۰۱۳–۲۰۱۵) - سرنوشت (۲۰۱۴–۲۰۱۸) - سکیرو: سایه‌ها دو بار می‌میرند (۲۰۱۹) |